# Alberto Tomba
Alberto Tomba (Castel De Britti, San Lazzaro di Savena, 19. prosinca 1966.) čuveni je talijanski alpski skijaš. 
U svojoj bogatoj karijeri osvojio je 5 olimpijskih medalja, od čega tri zlatne. Poznat je i po nadimku Tomba la bomba.
Natjecao se u tehničkim disciplinama alpskog skijanja, tj. slalomu i veleslalomu. Dominirao je svjetskim skijanjem 80-tih i 90-tih godina 20-tog stoljeća. Poznat po iznimnom talentu, skijaškoj tehnici i snazi, Tomba je bio miljenik publike ali i medija, jer je jednako zanimljiv bio na stazi i izvan nje, zbog svoje karizme u javim nastupima.

## Olimpijske medalje
- ZOI 1988:
  - slalom – zlatna medalja
  - veleslalom – zlatna medalja
- ZOI 1992:
  - veleslalom – zlatna medalja
  - slalom – srebrna medalja
- ZOI 1994:
  - slalom – srebrna medalja

## Ostali važniji rezultati

### Svjetska prvenstva
- 1987, Crans Montana: bronca (veleslalom)
- 1996, Sierra Nevada: zlato (veleslalom), zlato (slalom)
- 1997, Sestriere: bronca (slalom)

### Svjetski kup
- 1x ukupni pobjednik (Veliki kristalni globus)
- 4x ukupni pobjednik u slalomu (Mali kristalni globus)
- 4x ukupni pobjednik u veleslalomu (Mali kristalni globus)
  - 50 pobjeda (35 slalom, 15 veleslalom), uz 11 uzastopnih pobjeda 1994/95
  - 28 drugih mjesta
  - 11 trećih mjesta